# Лангганс, Теодор
Иоганн Фердинанд Фридрих Теодор Лангганс (Лангханс) (нем. Theodor Langhans; 28 сентября 1839, Узинген, Герцогство Нассау — 22 октября 1915, Берн, Швейцария) — немецкий и швейцарский врач, патолог, гистолог, анатом, учёный, педагог.

## Биография
Родился в семье Генриха Лангганса, надворного советника, и Вильгельмины Шарлотты Софии Августы (урожденная Штайн).
Окончил гимназию в Висбадене. Учился на медицинских факультетах Гейдельбергского университета, и Гёттингенского университета под руководством Фридриха Густава Якоба Генле (1809—1885), Берлинского университета под руководством Рудольфа Вирхова (1821—1902) и в Вюрцбургском университете, где он стал помощником Фридриха Даниэля фон Реклингхаузена (1833—1910) и в 1864 году защитил докторскую диссертацию по медицине.
В 1867 году преподаватель в университете Марбурга, а в 1872 году стал полным профессором патологии на медицинском факультете Гисенского университета.
С 1872 до 1912 года профессор патологической анатомии в Бернском университете.

## Научные исследования
Научные исследования кандидамикоза, патологической анатомии туберкулёза, микроскопического строения кровеносных и лимфатических сосудов, проведённые Ланггансом, вошли в классику медицинской науки.
Именем Лангганса названы:
- Клетки Лангганса [1] — камбиальные субэндотелиальные клетки стенки артерии.
- Слой Лангганса [1] — слой стенки кровеносных и лимфатических сосудов или эпикарда, образованный тонкими эластическими и коллагеновыми волокнами и малодифференцированными клетками звёздчатой формы; выполняет роль камбия.
- Слой Лангганса [2] — внутренний слой трофобласта, образованный базальным слоем клеток и клеточными колонками — зачатками новых ворсинок; играет роль камбия трофобласта, а во второй половине беременности вырабатывает хорионический гонадотропин.
- Клетки Лангганса [2] — многоядерные гигантские клетки, характеризующиеся периферическим расположением овальных ядер; встречаются при некоторых инфекционных заболеваниях (например, при туберкулёзе).

Описал случаи кретинизма у больных.